# Macrocentrus citreitarsis
Macrocentrus citreitarsis är en stekelart som först beskrevs av Günther Enderlein 1920.  Macrocentrus citreitarsis ingår i släktet Macrocentrus och familjen bracksteklar. Inga underarter finns listade i Catalogue of Life.